# 協同連邦党
協同連邦党（きょうどうれんぽうとう、Co-operative Commonwealth Federation：CCF）は、1932年に結成されたカナダの社会主義政党で、1961年に結成された新民主党（NDP）の前身となる政党である。

## 概要
1932年に社会主義者や農民、協同組合および労働組合が中心となってカルガリーで結成された。CCF結成に参加した議員の多くは進歩党や労働党に属していた。翌33年の党大会において採択されたリジャイナ宣言で基幹産業の国有化、社会福祉制度（普遍的健康保険制度、普遍的年金制度、児童手当、失業保険、労災保険）の制定を掲げた。1935年下院選挙で7名が当選、1940年選挙では8名を当選させた。
1944年にサスカチュワン州の州議会選挙でトミー・ダグラス率いるサスカチュワンCCFが勝利し、北米初の革新政権を樹立。州首相となったトミー・ダグラスはサスカチュワン州に普遍的健康保険制度を導入、程なく他州も同様の制度を採用し、その後レスター・ピアソン首相によって全国に導入された。1945年選挙で28議席を獲得し、その後も勢力を拡大させたが、50年代の冷戦時代には共産主義と独裁主義を理由に告発され、支持を減らす結果となった。
社会主義インターナショナルに加盟し、1956年にリジャイナ宣言を破棄してより穏健なウィニペグ宣言を採択したが、1958年議会選挙では8議席に留まった。その後、CCFとカナダ労働連盟は国民から幅広く支持される社会民主主義政党の結成を決め、CCFを解党して新民主党を発足させた。

## 歴代党首
- 初代：ジェームズ・ウッドワース（1932年～1942年）
- 第2代：メイジャー・コールドウェル（1942年～1960年）
- 第3代：ヘイゼン・アーグ（1960年～1961年）